# Anthony Zamanz
Antonio Zamudio (Tuxtla Gutiérrez (Chiapas)) es un actor y productor mexicano de teatro, cine y televisión, quien en su adolescencia cambia su residencia al estado de Jalisco. en 2010 el periódico El Heraldo lo consideró como una de las figuras emergentes más prometedoras para el cine mexicano contemporáneo. En 2023 se convirtió en el primer Chiapaneco en pertenecer al Comité de Nominaciones de los SAG Awards , comité también conocido como  For Your Consideration (FYC)
Desde su infancia su equipo favorito de fútbol es el Club Deportivo Guadalajara, más conocido como Chivas de Guadalajara.

## Trayectoria
Estudió la carrera de actuación en el Instituto de Desarrollo Artístico (IDEA) en la Ciudad de Guadalajara, también estudió en la prestigiosa escuela de actuación Stella Adler Academy of Acting.  su preparación actoral ha corrido por cuenta de maestros de talla internacional como Roberto Sosa, Mario Zaragoza, Luis Felipe Tovar, Vanessa Bauche, entre otros. De igual manera estudio la carrera de ingeniería industrial en la Universidad Autónoma de Guadalajara graduándose con una especialidad en Alta Dirección con Diplomado en Producción Ejecutiva para Cine y las Artes impartido por la Asociación Mexicana de Artistas y Profesionales del Cine y Audiovisual A.C.
Con más de 10 años de experiencia y carrera artística, ha sido parte fundamental en el área de producción en películas como La Lucha de Ana, revistas deportivas como Unleash The Power, festivales de cine como el Festival Internacional de Cine de Cortometrajes del el cine a las calles en Tampico, Tamp.
La carrera de Antonio Zamanudio comenzó cuando vivía en Guadalajara, estelarizando obras de teatro independientes, cortometrajes, videos musicales y series con directores de la región. Su primera oportunidad en la industria de Hollywood fue en Beverly Hills Chihuahua, producción de Walt Disney Pictures y con la dirección del cineasta estadounidense Raja Gosnell.
Tiempo después se muda a la Ciudad de México para trabajar en proyectos como series y telenovelas para Grupo Televisa. Asimismo comienza una ardua participación en el cine nacional en películas como La Sagrada Familia y Abril y mayo, compartiendo créditos con Jorge Zarate, Miguel Couturier y Raúl Méndez.
A inicios de 2011, en compañía de la primera actriz Beatriz Moreno, Martín Soto, Angelina Moreno y Alberto Álvarez, realizan un recorrido por el estado de Florida en Estados Unidos para presentar las obras Me niego a creer y La Mujer del Mayor. 
En 2012 fue nominado por el público dominicano como mejor actor principal por la película La lucha de Ana para los premios Cineastas RD, en 2013 fue nominado como mejor actor principal por La lucha de Ana para los premios La Silla en Santo Domingo, República Dominicana.
Ganador del Premio Internacional a Mejor Actor en el importante certamen de premiacíon llamado Woman Film Dominicana de AMUCINE RD en República Dominicana, al igual que dos nominaciones como Mejor Actor Principal en los Premios Cineasta RD 2012 y Premios La Silla 2013 en República Dominicana, ha sido ganador como Mejor Actor de Cine Internacional 2014 en los premios Palmas de Oro del Círculo Nacional de Periodistas A.C. de México y Mejor Actor en el Festival de Cine de Tampaulipas, todos por la película La Lucha de Ana.
En 2016 comienza sus estudios en la prestigiada escuela de actuación Stella Adler Academy of Acting en la ciudad de Los Angeles, (CA).

### La lucha de Ana
En marzo de 2011 realizó un antagónico en la película La lucha de Ana (2012), al lado de la estelar actriz dominicana Cheddy García. El filme cuenta con la dirección del cineasta dominicano Bladimir Abud y la coproducción de las compañías Imakonos Films, de República Dominicana; y Vértigo Films, de México.
El melodrama narra la travesía de Ana (Cheddy García), una vendedora de flores que sufre el asesinato de su hijo a manos de Esteban (Antonio Zamudio) de “manera accidental”, sin embargo, el conflicto desemboca en una persecución donde la protagonista intentará hacer justicia por su propia cuenta.
La lucha de Ana se estrenó con gran éxito este mismo año en la República Dominicana siendo favorecida por el público y la crítica cinematográfica del país dominicano quienes la han denominado como la mejor película de los últimos tiempos y una de las mejores de la historia dominicana, de igual manera ya ha comenzado su recorrido por importantes festivales del mundo, según la crítica de cine la actuación de Anthony Zamanz es una de las mejores actuaciones de la película junto a la actuación de la protagonista Cheddy García.
La lucha de Ana fue un proyecto financiado a través de la convocatoria de Ibermedia, institución española que reúne a diversos organismos latinoamericanos con trabajo en celuloide, entre ellos el Instituto Mexicano de Cinematografía (IMCINE).

## Filmografía

### Películas
- Curas y monjas (2013)
- La lucha de Ana (2012)
- Dame tus ojos (2011)
- La Sagrada Familia (2010)
- Enter Crypta (2009)
- Llegas tarde (2009)
- Dame felicidad (2008)

### Televisión
- Un camino hacia el destino (2016)
- Antes muerta que lichita (2015)
- Dos Lunas - Mundo Fox (2014)
- Corazón indomable (2013)
- Pan comido (webserie) (2013 - 2014)
- Galletas (2012)
- Milagros (2012)
- Rafaela
- El equipo (serie de 2011)
- Mar de amor  (2010)
- La rosa de Guadalupe (2010)
- Cuando me enamoro ( 2010)
- Central de abasto (2009)